# فأرة أكس
فأرة أكس (Xmouse) هو نظام للتحكم بالفأرة مستبدلاً النظام الأساسي على أجهزة الحاسوب (خاصة في ويندوز وX11، حيث يمكن للمستخدم الاختيار). تستخدم معض الفأرات العادية التقرة الواحدة للتحديد والنقرتان للفتح/تحرير/الخ، يفوم نظام الـ xmouse بتحديد الكائنات تلقائيابعد مرور المؤشر عليها لمده محديدة (غالباً ثانية واحدة). ويتم تطبيق العمليات التي تتطلب في العادة نقر مزدوج يتم تنفيذها بنقرة واحدة. ويتم تجاهل النقر المزدوج.وباقي العمليات كتحديد النص لم تتغير.
يدعي المعجبين بالـ xmouse بتوفير مزايا إضافية عن الفأرة العادية. حيث تتطلب جهداً أقل عند استخدام الحاسوب، وسرعة في إنهاء المهام.
مساوئها الرئيسية تتمثل في سرعة التحديد وعدم ثبات نظام الـ xmouse.أولاً، يجب أن يوجد حد أدنى لوقت وقوف المؤشر فوق الكائن قبل أن تحدده، وإلا سيتم تحديد جميع الكائنات. هذا الوقت يقلل السرعة القصوى التي يقدمها الـ xmouse، وتادي إلى توقف مزعج. ثانياً، بما أن النظام نادر الاستخدام يجد مستخدميها صعوبة في التكيف مع الأجهزة الأخرى، والعالعكس صحيح.
توفرت لوحة تحكم Xmouse على مايكروسوفت ويندوز، كجزء من ويندوز 95 PowerToys. وفي إصدارات وندوز الاحقة، يمكن التحكم بالسلوك باستخدام واجة التحكم أو مباشرة من سجلات وندوز. وتم بناء الإعدادات في مز سهوله الوصول لويندوز فيستا.

## وصلات خارجية
- أداة X-Mouse حقيقية لويندوز
- WD2000: X-Mouse يتعارض مع الفأرة وشريط الأدوات
- زر التحكم لـ X-Mouse